# واتسلاف خالوپا
واتسلاف خالوپا (چکی: Václav Chalupa؛ زادهٔ ۷ دسامبر ۱۹۶۷) قایقران روئینگ اهل چکسلواکی است.
وی در مسابقات کشوری و بین‌المللی در مجموع برندهٔ ۱ مدال طلا، ۶ مدال نقره، ۳ مدال برنز شده‌است.